# Пайя-и-Рико, Мигель
Мигель Пайя-и-Рико (исп. Miguel Payá y Rico; 20 декабря 1811, Бенехама, королевство Испания — 25 декабря 1891, Толедо, королевство Испания) — испанский кардинал. Епископ Куэнки с 25 июня 1858 по 16 января 1874. Архиепископ Сантьяго-де-Компостелы с 16 января 1874 по 7 июня 1886. Архиепископ Толедо и примас Испании и патриарх Западной Индии с 7 июня 1886 по 25 декабря 1891. Кардинал-священник с 12 марта 1877, с титулом церкви Санти-Кирико-э-Джулитта с 25 июня 1877.